# Charlotte Napoléone Bonaparte
Charlotte Napoléone Bonaparte (31 octombrie 1802 – 2 martie 1839) a fost fiica lui Joseph Bonaparte, fratele mai mare a împăratului Napoleon I, și a lui Julie Clary. Mama ei a fost sora lui Désirée Clary, iubita lui Napoleon. Charlotte s-a căsătorit cu verișorul ei primar, Napoleon Louis, al doilea fiu al lui Louis Bonaparte și al Hortense de Beauharnais. A studiat gravura și litografia la Paris cu artistul Robert Louis Léopold, care are reputația de a se fi îndrăgostit de ea.
1. ↑  Union List of Artist Names, 5 februarie 2015, accesat în 21 mai 2021
2. ↑  Autoritatea BnF, accesat în 10 octombrie 2015